# Rudolf Ackermann
Rudolf Ackermann (29. dubna 1764, Stollberg/Erzgeb., Svatá říše římská – 30. března 1834, Londýn) byl německý tiskař, který v roce 1795 založil v Londýně litografickou tiskárnu.
V roce 1814 založil obrázkový časopis Repository of arts, literature and fashions, kde otiskoval litografie jak podle obrazů známých umělců, tak také vlastní - obrázky z Londýna, módy, bytové zařízení a mnoho jiných. Vydal mnoho ilustrovaných svazků o topografii a cestování, mezi kterými lze jmenovat například The Microcosm of London (3 svazky, 1808–1811), Westminster Abbey (2 svazky, 1812), The Rhine (1820) a The World in Miniature (43 svazků, 1821–6). Stovky jeho litografií jsou na Wikimedia Commons.

## Galerie

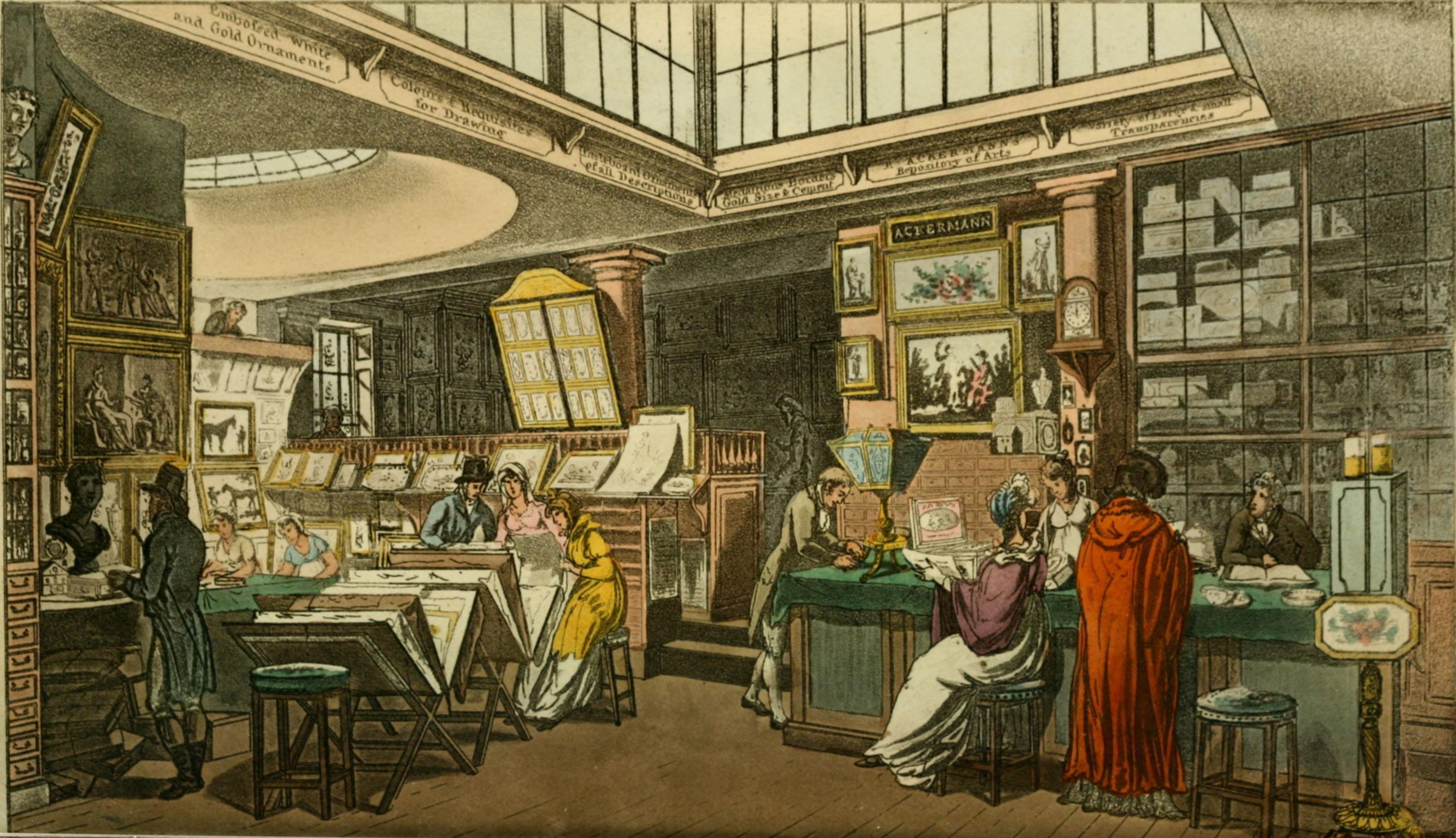
Ackermannův obchod (1809)
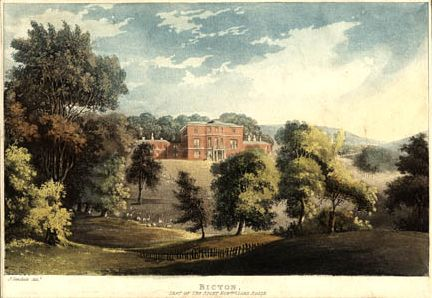
Zámek Bicton
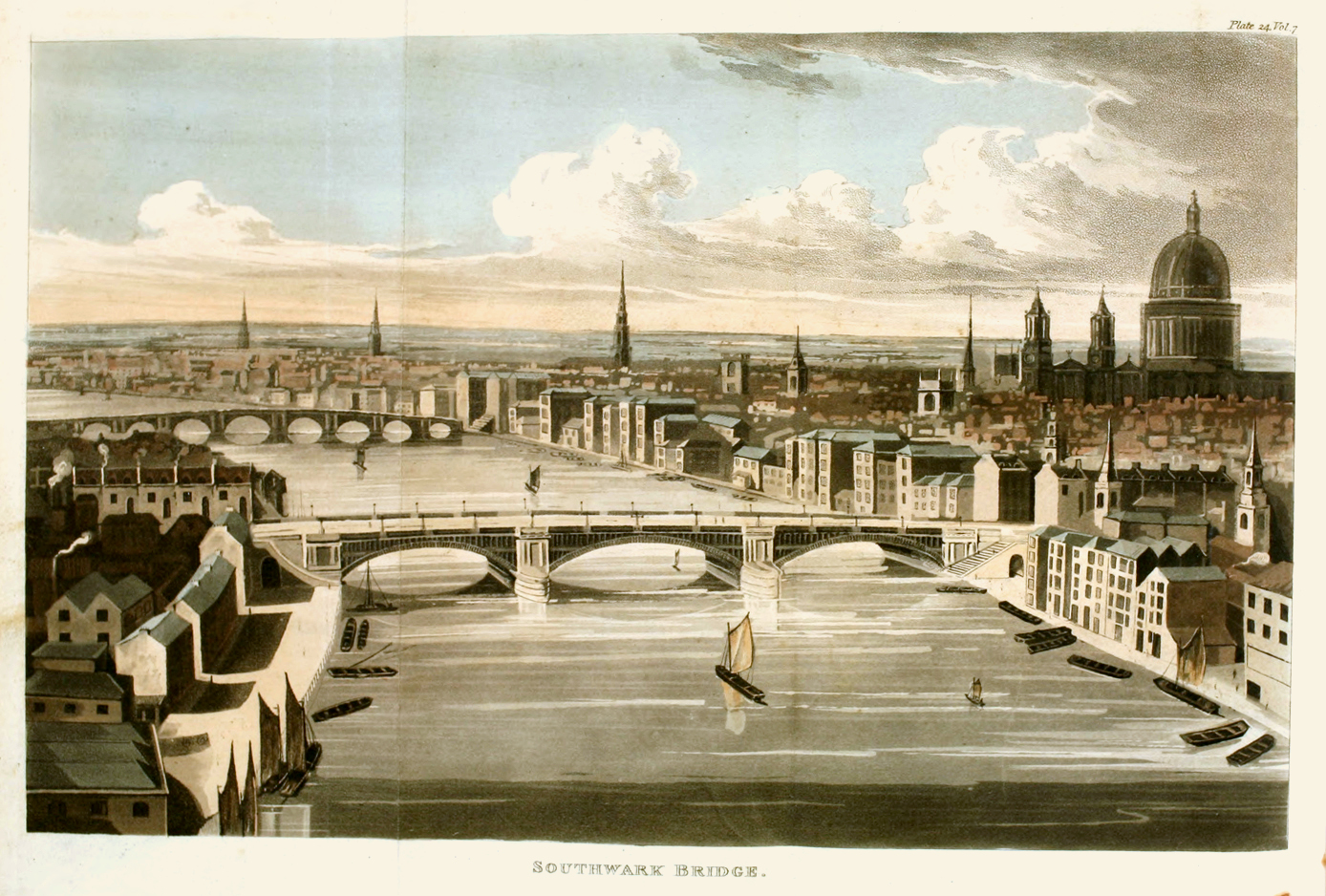
Návrh Southwark Bridge (1812)